# جورج هندرسون (سياسي)
كريستوفر جورج هندرسون (بالإنجليزية: George Henderson)‏ هو نقابي وعامل مناجم وسياسي أسترالي، ولد في 19 أغسطس 1857 في المملكة المتحدة، وتوفي في 21 يناير 1933 بسيدني في أستراليا. حزبياً، نشط في حزب العمال الأسترالي. وقد انتخب عضو مجلس الشيوخ الأسترالي ‏ عن دائرة أستراليا الغربية (1 أبريل 1904 – 30 يونيو 1923).